# Group Online
Group Online er en marketingvirksomhed med hovedkontor i Ballerup. Virksomheden blev dannet i 2020 ved en fusion mellem DanaWeb og Optimeo. Firmaet har omkring 200 medarbejdere og omkring 10.000 kunder. Hovedaktiviteten er markedføring samt udvikling og drift af websider og webshops til andre virksomheder. Virksomheden har udviklet sit eget CMS (GOCMS), hvor hjemmesiderne tilknyttes.
I oktober 2019 købte kapitalfonden CataCap aktiemajoriteten i DanaWeb A/S og Optimeo, hvor virksomhederne fik en ny fælles identitet og skiftede navn til Group Online. I 2020 opkøbes Plico ligeledes, som også bliver indlemmet i den nye identitet. 
I juni 2023 opkøber Group Online Web-Koncept for at bolstre deres position på markedet. Web-Koncept bringer 6.000 kunder og 80 medarbejdere med sig, men virksomheden fortsætter dog som en separat enhed under eget brand.
Kunderne er små og mellemstore firmaer inden for forskellige brancher.
De 200 medarbejdere er fordelt på hovedkontoret i Ballerup samt lokalkontorerne i Aalborg, Aarhus og Odense. Selve produktionen og supporten af hjemmesiderne finder sted på hovedkontoret. Derudover har Group Online en videoafdeling, in-house, der laver video- og billedemateriale

## DanaWeb og Optimeo

### DanaWeb
Virksomheden blev etableret i 2003 af Kenneth Stampe og Christian Trane Madsen, der frem til slutningen af 2019 stod for den daglige drift. Kunderne er små og mellemstore firmaer inden for forskellige brancher.

### Optimeo
Virksomheden blev etableret af brødrene Silas Ystrøm og Kuno Ystrøm. Optimeo har været blandt de hurtigst voksende online markedsføringsbureauer de seneste par år .